# Xylopsocus bicuspis
Xylopsocus bicuspis är en skalbaggsart som beskrevs av Pierre Lesne 1901. Xylopsocus bicuspis ingår i släktet Xylopsocus och familjen kapuschongbaggar. Inga underarter finns listade i Catalogue of Life.